# Licencia Abierta de Bases de Datos

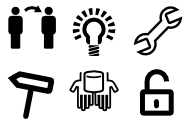
Iconos de resumen de Open Database License (ODbL) de OKFN. Usted es libre: para compartir, para crear, para adaptar; Siempre que: Atribución, Compartir Igual, Mantener abierto.

La Licencia Abierta de Bases de Datos (en inglés Open Database License (ODbL)) es un acuerdo de licencia copyleft diseñado para permitir a los usuarios compartir, modificar y usar libremente una base de datos, manteniendo la misma libertad para los demás.
ODbL es publicado por Open Data Commons, parte de Open Knowledge Foundation.
La Licencia Abierta de Bases de Datos fue creada con el fin de permitir a los usuarios compartir sus datos con libertad y sin temor a los derechos de autor o cuestiones de propiedad. Este sistema permite a los usuarios hacer uso libre de los datos contenidos en el repositorio sin temor a la infracción de derechos de autor, y a partir de los datos que han recogido añadirlas a las bases de datos, calculadas o elaboradas por ellos mismos. La licencia establece los derechos de los usuarios que poseen cuando hacen uso de los datos contenidos dentro de la base de datos, así como el procedimiento correcto para la atribución de crédito para la base de datos, y para la presentación de modificación o alteración de datos. Con esto, se consigue comparar y compartir información y datos de forma más fácil. Los usuarios ya no necesitan vivir con el temor de las repercusiones de la infracción de derechos de autor o información robada cuando se trabaja bajo la Licencia Abierta de Bases de Datos.

## Condiciones
1. Atribución: la Licencia Abierta de Bases de Datos especifica la forma en que debe hacerse referencia a la base de datos. Esta referencia debe incluirse en todo momento en una emisión pública con la información contenida en el mismo y  conclusiones derivadas.
2. Compartir Igual: las adaptaciones, revisiones o adiciones a los contenidos o estructura de la organización de la base de datos también deben estar a libre disposición de los otros usuarios bajo la Licencia Abierta de Bases de Datos.
3. Mantener abierta: la redistribución de cualquier versión o de cualquier parte de la base de datos debe estar restringida. Esto significa que las secciones de su base de datos no pueden ser protegidos detrás de un muro de pago. Puedes incluir la base de datos como un componente de un programa diseñado para la distribución comercial, siempre y cuando la base de datos se encuentre disponible en su totalidad de forma gratuita junto con el programa disponible en el mercado.[3]

## Usos notables
El proyecto OpenStreetMap (OSM) completó la migración a una licencia ODbL en septiembre de 2012, en el intento de tener más seguridad legal y una licencia más específica para bases de datos en lugar de trabajos creativos.
Otros proyectos usando ODbL incluyen OpenCorporates, Open Food Facts y Paris OpenData.